# Wina portugalskie

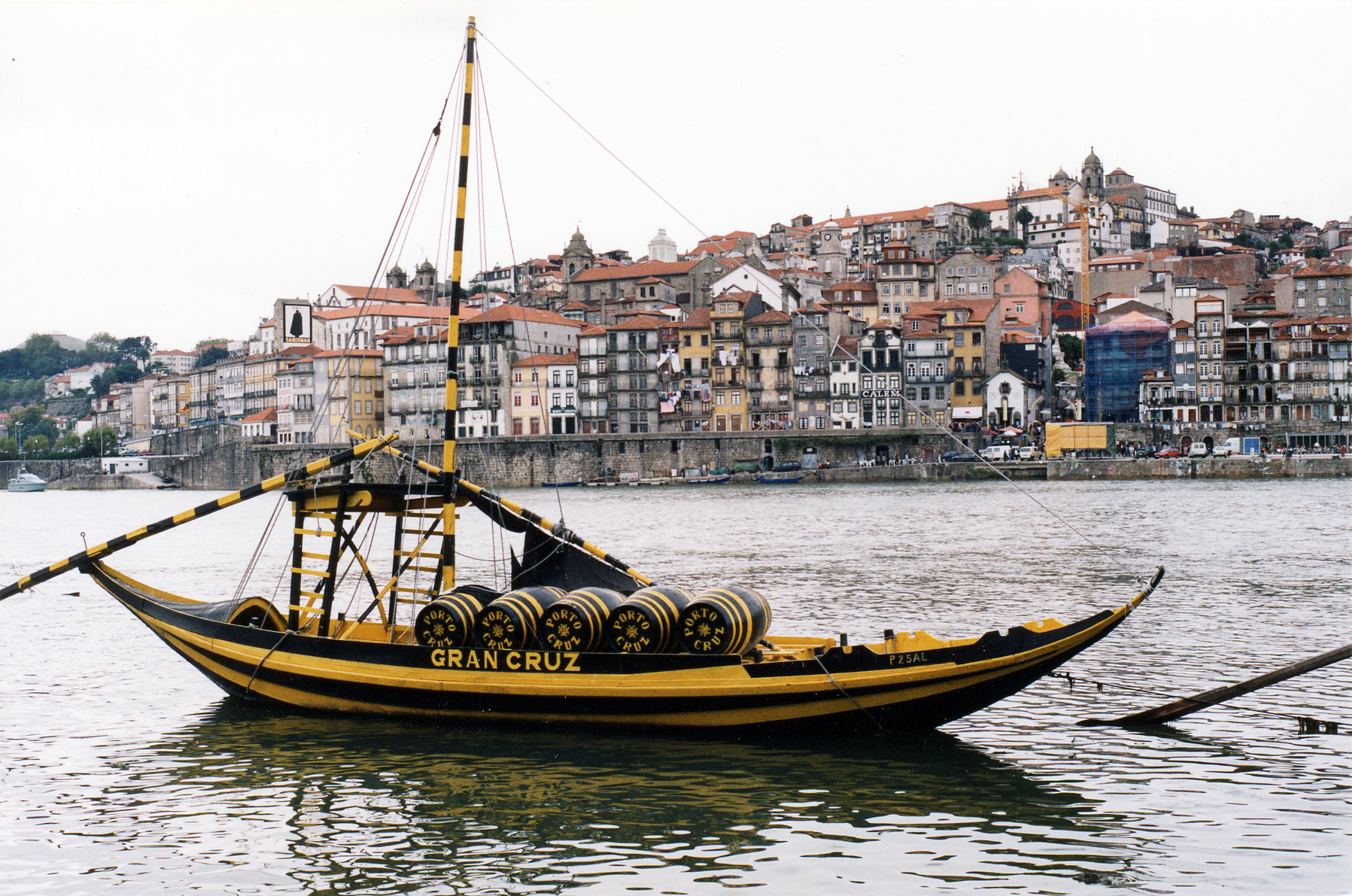
Transport porto rzeką Douro

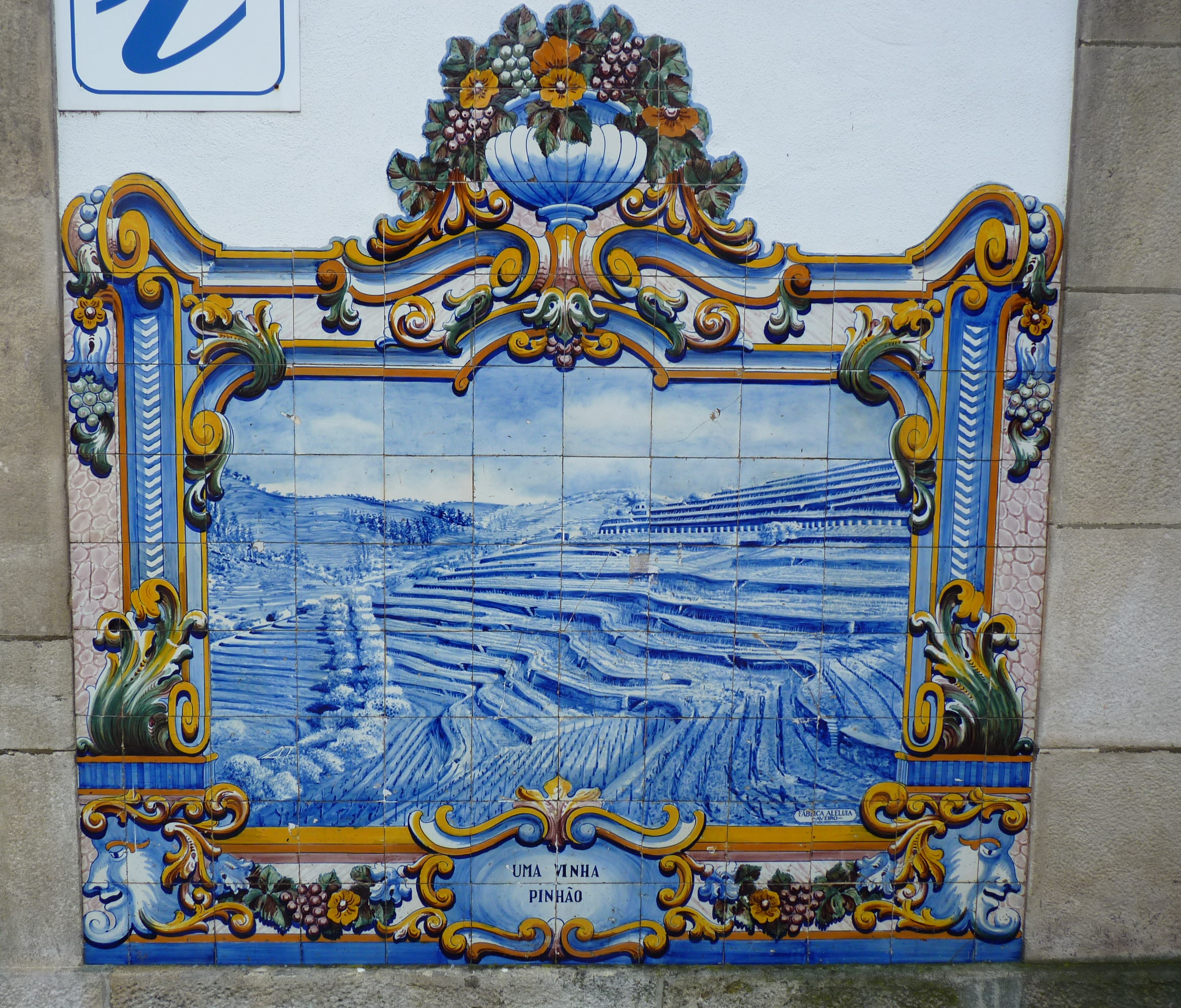
Winnice górnego Douro przedstawione na azulejos na stacji kolejowej w Pinhão

Wina portugalskie – wina produkowane w kontynentalnej części Portugalii i na Maderze. Portugalia jest ojczyzną klasycznych wzmacnianych win porto i madera, a także tradycyjnego rześkiego vinho verde. Z czasem uznanie zyskały również wina stołowe, przede wszystkim czerwone. Pod względem powierzchni upraw winorośli zajmuje z 243 tys. ha siódme miejsce na świecie, a pod względem produkcji wina – dziesiąte. Miejscowi winiarze wytwarzają go ok. 7 mln hl rocznie, z czego eksportuje się jedną trzecią.
Region winiarski Alto Douro (Górne Douro) był pierwszą oficjalnie ogłoszoną apelacją na świecie i znalazł się w 2001 roku na Liście Światowego Dziedzictwa Kulturowego i Przyrodniczego UNESCO.

## Historia

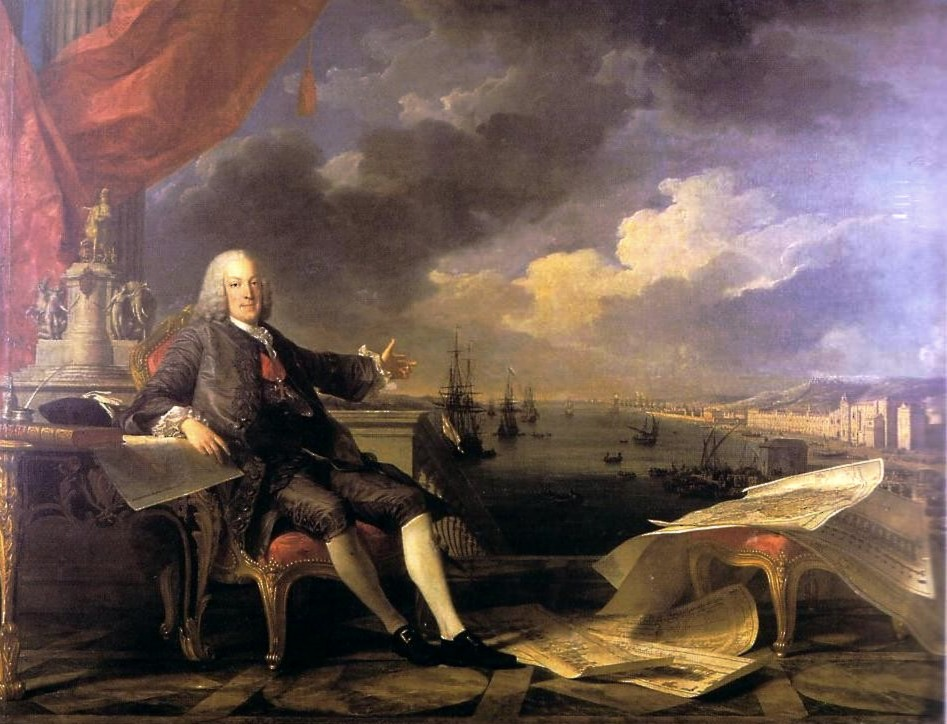
Markiz de Pombal na obrazie Louis-Michela van Loo i Josepha Verneta z 1766

Już w czasach rzymskich uprawiono w Portugalii winorośl oraz zapewne eksportowano wino. Duży wkład w nasadzenia mieli licznie osiadający w kraju na początku średniowiecza cystersi. Za czasów króla Dionizego I, zwanego też Rolnikiem i pochodzącego z dynastii burgundzkiej, rolnictwo i winiarstwo rozwinęło się tak, że dochody pozwoliły na organizację floty handlowej i sfinansowały wyprawy portugalskich żeglarzy w epoce wielkich odkryć geograficznych. Za panowania Henryka Żeglarza zasadzono winorośl na Maderze.
Od XIV wieku prowadzono ożywiony handel z Anglią. Kamieniami milowymi były wynegocjowanie przywilejów celnych z imperium brytyjskim (traktat z 1703) i wyznaczenie strefy produkcji porto w 1756. Potrzebę ograniczenia obszaru pochodzenia winogron tak argumentował współautor projektu, João de Mansilha:

Uprawę winorośli wspiera reputacja wina; odnosi z niej pożytki handel, korzysta rolnictwo. A wszystko musi być tak mądrze ustalone, żeby spożyciu nie szkodziły zbyt wysokie ceny ani uprawie ceny za bardzo obniżone

Klęska filoksery w XIX wieku nie oszczędziła winnic portugalskich. Odnowienie upraw z wykorzystaniem odpornych podkładek trwało do początku XX wieku. Winnice na Azorach nie zostały odtworzone niemal w ogóle. Choć winnice na kontynencie obsadzono na nowo, winiarstwo podupadło ze względu na przestarzałe metody produkcji i słabe dopasowanie do zmieniającego się rynku.
Areał winnic znacząco skurczył się na przełomie XX i XXI wieku: z 379 000 ha w 1990 do 243 000 w 2010. Podniosła się za to jakość produktów. W latach 90. XX wieku dzięki zastrzykom z programów Unii Europejskiej winiarze unowocześnili metody produkcji, a produkowane w nowym stylu wina zyskały (zwłaszcza po zbiorach w 1994 i 1995) światowe uznanie.

## Wina

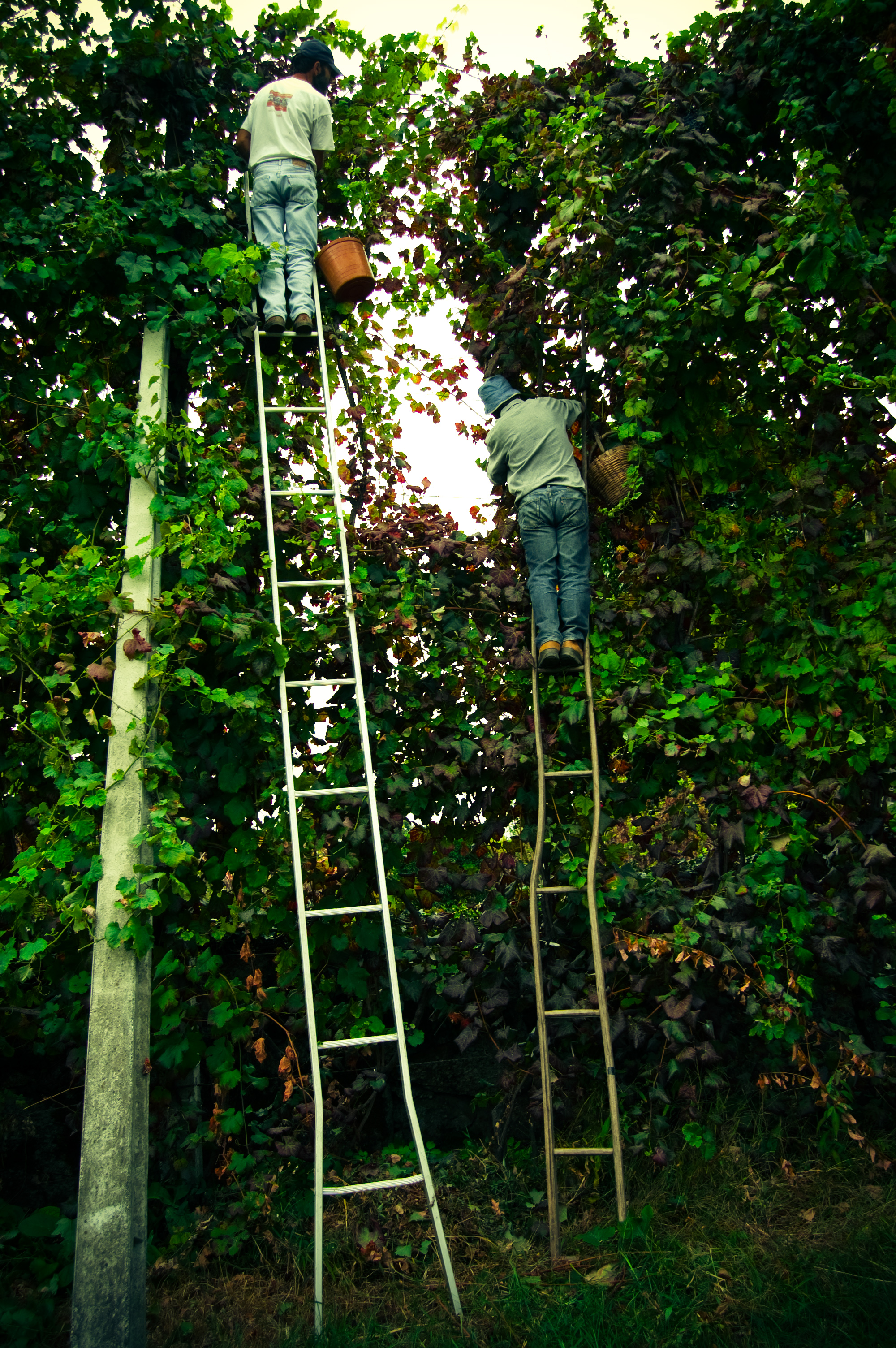
Zbiory w regionie Vinho Verde

Portugalscy winiarze korzystają z bogactwa dobrych rodzimych szczepów winorośli, z których wiele uprawianych jest tylko w Portugalii. Wina są produkowane przeważnie jako kupaże, wina jednoodmianowe są w zdecydowanej mniejszości. Prócz klasycznych win porto i madera popularność zyskały wina stołowe.

### Odmiany winorośli
Łączną liczbę uprawianych w Portugalii odmian winorośli szacuje się zwykle na 250-300, choć niektórzy podają nawet 500. Rzadko w winnicy uprawia się tylko jeden szczep. Wśród czerwonych odmian wyróżnia się touriga nacional, uważana za najszlachetniejszą z krajowych. Inne popularne to m.in. castelão frances, trincadeira, touriga franca, tinta barroca, aragonez (tempranillo, tinta roriz), alicante bouschet i alfrocheiro. Wśród białych rozpoznawalne są fernão pires, alvarinho, encruzado i znane jako surowiec na maderę verdelho.

### Porto
Po raz pierwszy określenie wino porto pojawiło się w kwicie handlowym z 1675. Wielkie piwnice winne zostały założone jeszcze w XVII wieku, a zyskały na znaczeniu w trakcie konfliktów angielsko-francuskich, kiedy to Portugalia stała się głównym dostawcą wina do Anglii. Wzmocnione, przede wszystkim czerwone porto stało się ważnym towarem eksportowym, a jego produkcja stała domeną przede wszystkim angielskich piwnic winnych, istniejących do dziś w Vila Nova de Gaia (np. Warre, Croft, Quarles Harris, Taylor's), choć swoje posiadali także m.in. Holendrzy i Niemcy. Fermentacja wina jest przerywana poprzez dodatek spirytusu winnego, znanego jako aguardente, dodawanego wcześniej niż w sherry. Granice regionu produkcji porto zostały oficjalnie uznane 10 września 1756, a w terenie wyznaczone poprzez 335 granitowych znaczników geodezyjnych. Prócz wyznaczenia strefy upraw inicjator przedsięwzięcia, markiz de Pombal zakazał koloryzowania wina i nawożenia winnic. Sam spirytus winny może pochodzić z innego regionu. Aż do 1986 roku wino musiało dojrzewać w Vila Nova de Gaia, mieście położonym nad rzeką Douro, naprzeciwko Porto.
Do produkcji porto dozwolonych jest 48 szczepów winorośli, klasyfikowanych w grupy jakościowe. Najlepsze z nich to: touriga nacional, tinta cão, tinta roriz (tempranillo), tinta barroca, touriga francesa i trincadeira (tinta amarela). Tradycyjnie grona na moszcz były deptane (lagar), obecnie technika ta jest stosowana tylko na pokazach dla turystów. Winnice są założone w trudnym terenie, na terasowanych zboczach nad rzeką Douro, a ich krajobraz został uhonorowany miejscem na Liście Światowego Dziedzictwa Kulturowego i Przyrodniczego UNESCO.

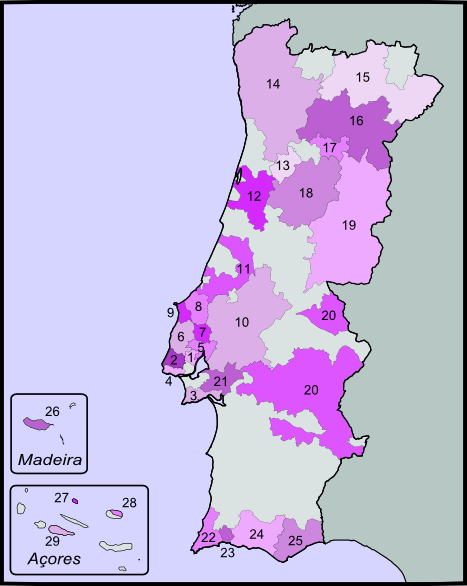
Regiony winiarskie w Portugalii (legenda po kliknięciu)

### Madera
Winnice na Maderze założono za panowania Henryka Żeglarza. Dawały one surowiec na lekkie wina, wzmacniane spirytusem winnym w celu konserwacji i eksportowane później nawet na Daleki Wschód i do Australii. Podczas sześciomiesięcznego transportu w beczkach wino przegrzewało się do ok. 45 °C. Okazało się, że doskonale wpływa to na charakter trunku. Z czasem transport w okolice podzwrotnikowe zastąpiono specjalnymi systemami ogrzewania w piecach, zwanymi estufas. Madera największą popularnością w XVIII wieku cieszyła się w amerykańskich koloniach, a w XIX w Rosji. Podstawowym szczepem przerabianym na to wino jest tinta negra mole.

### Vinho verde
Do początku XX wieku rolnicy z prowincji Minho traktowali uprawę winorośli jako poboczne zajęcie. Nadal charakterystyczne jest znaczne rozdrobnienie winnic, a krzewy rosną nawet na płotach i słupach. W 1908 oficjalnie został wyznaczony region produkcji Vinho Verde DOC. Za czasów dyktatury António Salazara nie można było prowadzić upraw na większą skalę. Vinho verde przeważało niegdyś jako wino czerwone, ale skorzystało z fali popularności win białych w latach 80. XX wieku i programów poprawy jakości, które umożliwiły eksport. Najważniejszą odmianą jest białe alvarinho.

## Klasyfikacja win
System klasyfikacji win jest zbliżony do systemów znanych z innych krajów europejskich. Najwyższą kategorią jest Denominação de Origem Controlada, odpowiadająca np. francuskiemu Appellation d’origine contrôlée. Nieco mniejsze wymagania stawia się winom kategorii IPR, Indicação de Proveniencia Regulamentada. Liczne apelacje niegdyś mieszczące się w tej kategorii awansowały do grupy DOC. Wina pochodzące z ogólniej określonego regionu stanowią grupę Vinho Regional. Często są to wina wysokiej jakości, które nie są produkowane z odmian wymienionych jako oficjalne w wyższych kategoriach albo produkowane w okolicach, gdzie winorośl uprawiana jest na zbyt małą skalę, by producenci starali się o własną apelację. Najprostsze wina stołowe oznaczane są jako Vinho de Mesa.
Wina z konkretnego rocznika, mocniejsze niż minimum i leżakowane przynajmniej trzy lata (wina czerwone) albo rok (białe) mają prawo do predykatu jakościowego garrafeira.